# История Китайской Республики
История Китайской Республики (кит. трад. 中華民國, упр. 中华民国, пиньинь Zhōnghuá Mínguó — Чжунхуа Миньго) начинается после династии Цин в 1912 году, когда сформированная Китайская Республика положила конец императорскому правлению в Китае, насчитывавшему более двух тысяч лет. Манчжурская династия правила империей Цин, частью которой был Китай, с 1644 по 1912 годы. С момента основания республики она стала испытывать серьёзные проблемы, так как империя была расколота многочисленными полевыми командирами и влиянием иностранных держав. В 1928 году республика была объединена партией ханьских националистов Гоминьдан на ранней стадии индустриализации и модернизации, когда имелись конфликты между Гоминьданом, Коммунистической партией Китая, оставшимися полевыми командирами и Японией. Много усилий по созданию китайского государства было предпринято в ходе полномасштабной войны сопротивления против Японии с 1937 по 1945 годы. Усилившийся разрыв между Гоминьданом и Коммунистической партией Китая сделал объединение невозможным и привёл к возобновлению гражданской войны в Китае.
Ряд политических, экономических и военных ошибок не позволил Гоминьдану победить и вынудил в 1949 году отступить на Тайвань и основать авторитарное однопартийное государство, рассматриваемое как легитимная власть всего Китая. Однако после начала политической либерализации в конце 1970-х годов Китайская Республика на Тайване превратилась в многопартийную представительную демократию.

## Синьхайская революция и первый этап правления Юань Шикая
В 1911 году Синьхайской революцией была разрушена Цинская империя и образована Китайская Республика. 1 января 1912 года (13-й день 11-го месяца 4609 года по традиционному китайскому календарю) был объявлен первым днём первого года Китайской Республики — введён календарь Миньго. 12 февраля 1912 года было объявлено об отречении императора Пу И от верховной власти. Сунь Ятсен был избран Нанкинской конференцией 29 декабря 1911 года на пост временного президента китайской республики с условием, что в случае согласия Юань Шикая стать президентом Китайской республики Сунь Ятсен добровольно уйдёт в отставку. Сунь Ятсен это условие выполнил, и после отречения императора подал в отставку. 14 февраля Нанкинское собрание единогласно приняло отставку Сунь Ятсена, а на следующий день избрало Юань Шикая временным президентом Китайской Республики. Китайская Республика — национальное государство ханьцев, являвшееся частью империи Цин. Однако она предъявила претензии на все «наследие» этой империи и повела активную экспансию в Монголии, Тибете и Восточном Туркестане.

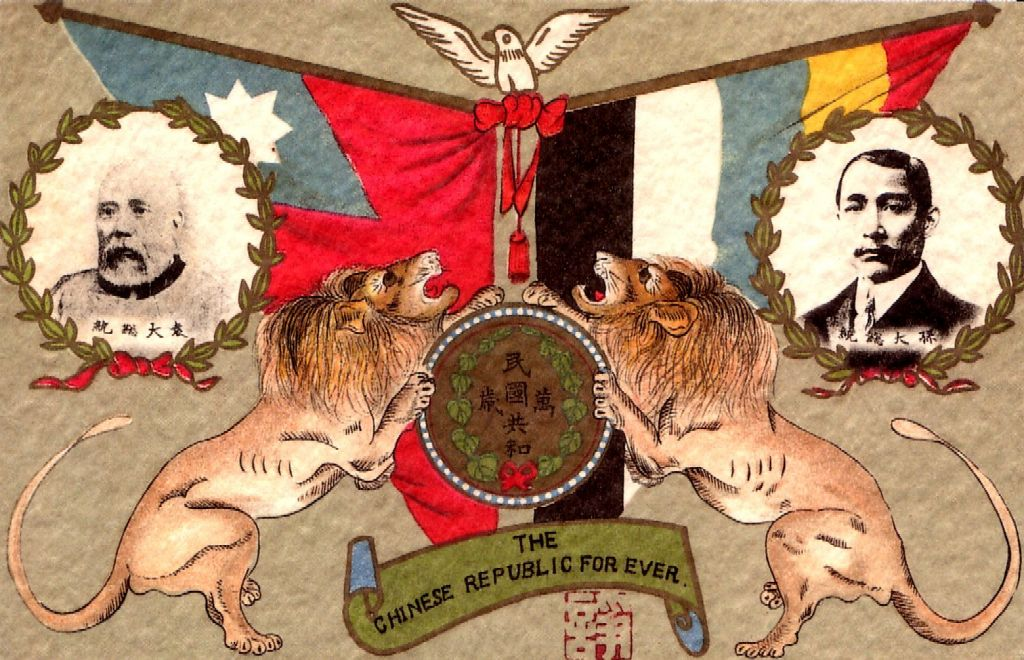
Плакат в честь провозглашения республики с портретами Юань Шикая и Сунь Ятсена

Если последним указом вдовствующей императрицы Лунъюй Юань Шикаю передавали власть реакционеры и монархисты Севера, то из рук Нанкинского собрания генерал получил власть от конституционалистов и республиканцев Юга. Тем самым Юань Шикай выступил в роли объединителя Севера и Юга, гарантом единства Китая. Сразу после падения монархии развернулась острейшая борьба за выбор столицы Китайской республики. Левые республиканцы выдвигали на эту роль Нанкин; Юань Шикай, его генералы и реакционеры севера отстаивали приоритет Пекина. В середине февраля Нанкинское собрание определило в качестве местопребывания центрального правительства и президента Нанкин. Юань Шикай организовал кампанию протеста против переезда правительства в Нанкин. Когда это не возымело действия — президент устроил серию военных мятежей в Чжили. По его тайному распоряжению 29 февраля в Пекине восстали войска генерала Цао Куня, учинившие массовые поджоги и убийства горожан. Такого же рода провокации имели место в Тяньцзине, Баодине и Тунчжоу. После ввода в Пекин дополнительных иностранных частей бэйянские генералы потребовали от южан отменить свои решения. Опасаясь гражданской войны, Юг капитулировал под нажимом Севера. Президент выиграл схватку за столицу.
Южане потерпели поражение и при формировании первого республиканского правительства, где они получили лишь второстепенные посты. Все ключевые должности попали в руки верных сторонников Юань Шикая. Пост премьер-министра занял старый друг президента — Тан Шаои. Однако Юань Шикай был вынужден пойти на уступку при назначении Хуан Сина командующим войсками Юга, не подчинёнными военному министру в Пекине.
10 марта 1912 года Нанкинское собрание приняло выработанную под руководством Сунь Ятсена Временную конституцию. Китай объявлялся парламентской республикой. Поскольку деспотия в 1912 году не умерла вместе с монархией, в стране возник неустойчивый синтез деспотии и буржуазной демократии.
В начале апреля Сунь Ятсен окончательно сложил с себя функции временного президента Китайской республики. Нанкинское собрание вынесло решение о переносе столицы в Пекин. Здесь, в северной столице, в конце апреля был создан временный парламент. Понимая, что пока ещё не время открыто выступать за монархию, конституционные монархисты (представленные в парламенте «Партией объединения» (Тунъидан) и «Республиканской партией» (Гунхэдан) всемерно способствовали укреплению власти Юань Шикая, видя в нём ликвидатора смуты. Последовательные республиканцы и левые деятели имели своим оплотом «Объединённый союз» (Тунмэнхой).
После принятия Юань Шикаем поста президента банковский консорциум из представителей Англии, Франции, Германии и США стал перечислять в пекинское казначейство крупные суммы, которые оформлялись как авансы в счёт предстоящего колоссального займа. С мая начались переговоры с международным банковским консорциумом о заключении этого «реорганизационного» займа. Юань Шикай запросил огромную сумму — 60 миллионов фунтов стерлингов. Консорциум не возражал, но выдвинул ряд кабальных, унизительных для Китая условий. Это вызвало на Юге волну негодования и патриотическое движение протеста. На этой почве возник острый правительственный кризис, и министры — левые республиканцы подали в отставку. Этим воспользовался Юань Шикай для формирования нового кабинета только из угодных ему людей.
По стране ширилась волнения, по городам прошла волна солдатских бунтов и восстаний. Реакционеры Севера, умеренные Юга и представители великих держав настоятельно требовали положить конец «анархии», открывая дорогу военной диктатуре Юань Шикая. Дабы показать свою силу и приструнить левых республиканцев, Юань Шикай вызвал в Пекин, а затем расстрелял без суда и следствия двух видных военных из лагеря левых — генерала Чжан Чжэньу и полковника Ван Фэя. Эта расправа вызвала бурю возмущения на Юге, против произвола властей бурно выступил и временный парламент. Для нормализации обстановки лидеры левых — Сунь Ятсен и Хуан Син — начали переговоры с Юань Шикаем. Был достигнут формальный компромисс и подписано официальное малозначительное соглашение.
Обманув «левых» и дав Сунь Ятсену пост генерального директора железных дорог, Юань Шикай распустил набранные в 1911 году добровольческие части и дивизии новобранцев, ослабив тем самым республиканцев Юга. Идя на уступки президенту, левые республиканцы рассчитывали на предстоящих выборах получить большинство мест в парламенте и создать однопартийный ответственный кабинет министров из своих сторонников, после чего перенести столицу из Пекина в Нанкин, сделать парламент главной силой республики и закрепить эту победу буржуазной демократии в постоянной конституции.
Для победы на выборах республиканцам нужна была массовая политическая партия. В августе 1912 года в Пекине была создана «Национальная партия» (Гоминьдан), образованная путём слияния Тунмэнхоя с четырьмя малочисленными организациями республиканцев. Её возглавил один из лидеров Тунмэнхоя — Сун Цзяожэнь. Гоминьдан смог объединить в себе различные фракции республиканцев, боровшихся против диктатуры Юань Шикая, против скрытых и явных монархистов. Гоминьдан повёл энергичную предвыборную кампанию за победу на выборах и перенесение столицы из Пекина в Нанкин. Движение за новую столицу переросло в агитацию за созыв парламента на Юге — в Нанкине. Особенно сильной эта кампания стала в Шанхае, где на этой волне возникло «Общество защитников парламентского строя». Юань Шикай, не сумев разогнать это Общество силой, в январе 1913 года отменил выборы высших должностных лиц в провинциях, отныне они назначались его волей из Пекина. Тем самым президент ещё больше укрепил свою личную власть и приобрёл поддержку всех милитаристов, готовых ради сохранения своей самостоятельности ввязаться в конфликт между Севером и Югом. Гоминьдан оказался в изоляции, ибо его силы реально контролировали всего лишь несколько городов в долине нижнего течения Янцзы.

Введённый в 1912 году флаг Китайской республики

Все избиратели, недовольные властью Юань Шикая, повышением налогов, инфляцией и свёртыванием политических свобод, на парламентских выборах в феврале 1913 года отдали свои голоса Гоминьдану, который получил явное большинство в верхней и преобладание в нижней палате парламента. Эта победа вскружила гоминьдановцам голову. Решив, что теперь они законным путём обладают властью, они объявили о формировании своего однопартийного кабинета министров во главе с Сун Цзяожэнем. Успех Гоминьдана на выборах испугал все прочие политические и социальные силы, и подтолкнул их к объединению против победителей в «Прогрессивную партию» (Цзиньбудан), лидерами которой стали Ли Юаньхун, Чжан Цзянь, Лян Цичао, Тан Хуалун и У Тинфан.
Юань Шикай видел в новой партии свою политическую опору. Вместе с тем президент деятельно готовился к войне с Гоминьданом. Пробным шагом в этом направлении стало убийство в Шанхае Сун Цзяожэня, совершённое в марте 1913 года по негласному указанию президента. Лидеры Гоминьдана, надеясь избежать гражданской войны, ограничились лишь словесным возмущением по этому поводу. В начале апреля Юань Шикай начал перевод Бэйянской армии в состояние повышенной боевой готовности. Планомерно ведя дело к развязыванию гражданской войны, Юань Шикай провоцировал левых выступить первыми. Это позволило бы обвинить Гоминьдан в «мятеже против республики» и дало бы президенту «законное право» подавить его выступление вооружённой силой.
В лагере левых республиканцев царила растерянность. Если борьба 1911 года за национальное освобождение от маньчжурского господства породила своего рода «единый фронт» всех ханьцев против династии Цин, то после свержения монархии исчез общий враг, все основные цели этой борьбы оказались достигнутыми, и политическое единство уже было ненужным. Главная политическая сила — армия — захватила реальную власть. Либералы-конституционалисты, получившие конституцию, парламент, избирательную и партийную системы, теперь нуждались в сильной авторитарной власти, способной покончить со «смутой» и навести в стране порядок. Утрата Пекином власти в Монголии и Тибете заставила все экспансионистски настроенные круги Китая спешить с ликвидацией «анархии», то есть революционного лагеря. К лету 1913 года левые республиканцы оказались в политической и социальной изоляции.

## «Вторая революция»
К середине 1913 года Юань Шикай успел сократить гоминьдановские войска на 16 дивизий. Чтобы заставить левых выступить первыми, Юань Шикай лишил Хуан Сина звания генерала армии и снял Ли Лецзюня, Бо Вэньвэя и Ху Ханьминя с постов губернаторов провинций. Попав в безвыходное положение, левые были вынуждены начать нежелательную для них гражданскую войну.
Против гоминьдановцев Юань Шикай бросил 60-тысячную армию. Ей противостояли распылённые, не имевшие руководства войска провинций Цзянси и Цзянсу общей численностью свыше 40 тысяч человек. В считанные дни республиканский Юг рассыпался как карточный домик. Уже через три дня после объявления войны из борьбы выпали Аньхой, Гуандун, Хунань и Фуцзянь. У Гоминьдана остались только три армейские группировки — в районе Цзюцзяна, вокруг Нанкина и в Шанхае.
Наиболее ожесточённые бои развернулись в Цзянси за речной порт Хукоу. Губернатор провинции Ли Лецзюнь в своё время не позволил сократить основной контингент добровольцев 1911 года, закупил оружие и боеприпасы за границей и хорошо подготовился к войне. Это позволило ему оказать упорное сопротивление, однако через четыре дня город пал под ударами превосходящих сил северян. В Шанхае гоминьдановские войска безуспешно атаковали Цзяннаньский арсенал. Здесь им пришлось столкнуться с войсками ярого монархиста Чжан Сюня. В знак преданности свергнутому императору солдаты и офицеры этих войск сохранили маньчжурскую причёску, за что их называли «армией с косами». К 14 августа бэйянские войска при поддержке боевых кораблей Англии и Германии выбили левых республиканцев из всех опорных пунктов Шанхая. В середине августа пал Наньчан. К этому времени полный распад гоминьдановского лагеря стал реальностью. Фуцзянь и Хунань заявили о своём полном подчинении Пекину и выступили против гоминьдановцев.
Единственным очагом сопротивления остался район Нанкина. Бои за южную столицу продолжались более десяти дней, однако 2 сентября дивизии Чжан Сюня взяли город, учинив там грабежи и поджоги. С военными силами и политическими позициями республиканского Юга было покончено. Сунь Ятсен эмигрировал в Японию, и в июне 1914 года в Токио реорганизовал Гоминьдан в «Китайскую революционную партию» (Гэминьдан).

## Государственный переворот Юань Шикая
Чтобы законно стать постоянным президентом Китая, Юань Шикаю требовалось прочное большинство выборщиков, то есть членов парламента. Главные усилия генерала были направлены на привлечение в свой лагерь членов «Прогрессивной партии». Юань Шикай предложил сформировать кабинет из членов этой партии, и в сентябре такое правительство во главе с Сюн Силином было создано. Получив голоса этой партии, Юань Шикай хотел склонить её к серьёзной уступке — провести сначала процедуру избрания постоянного президента, а уже потом приступить к выработке постоянной конституции. Чтобы гарантировать себе победу на выборах, генерал сколотил из подкупленных им депутатов «карманную» организацию, получившую название «Гражданской партии». Однако гоминьдановская оппозиция выставила в противовес ему кандидатуру Ли Юаньхуна. Провалившись на двух первых турах голосования, Юань Шикай с трудом был избран на третьем, а Ли Юаньхун стал вице-президентом.
Став постоянным президентом, Юань Шикай заявил, что отныне имеют силу лишь законы, установленные им самим. Функции парламента он ограничил лишь выборами президента. 4 ноября 1913 года Юань Шикай объявил о роспуске Гоминьдана, а затем лишил гоминьдановцев парламентских мандатов. Выгнав парламентское большинство (то есть гоминьдановцев) на улицу, Юань Шикай парализовал работу парламента, лишив его необходимого кворума. Поскольку этот орган фактически прекратил своё существование, диктатор срочно заменил его другим: из высшей провинциальной бюрократии, столичной номенклатуры и своих выдвиженцев Юань Шикай создал Центральный Политический совет. 10 января 1914 года он упразднил обе палаты парламента, в конце января распустил все органы самоуправления депутатов и местные собрания. В феврале был отправлен в отставку кабинет министров во главе с Сюн Силином. Вслед за этим президент ликвидировал сам кабинет министров и заменил его послушным себе Государственным советом.

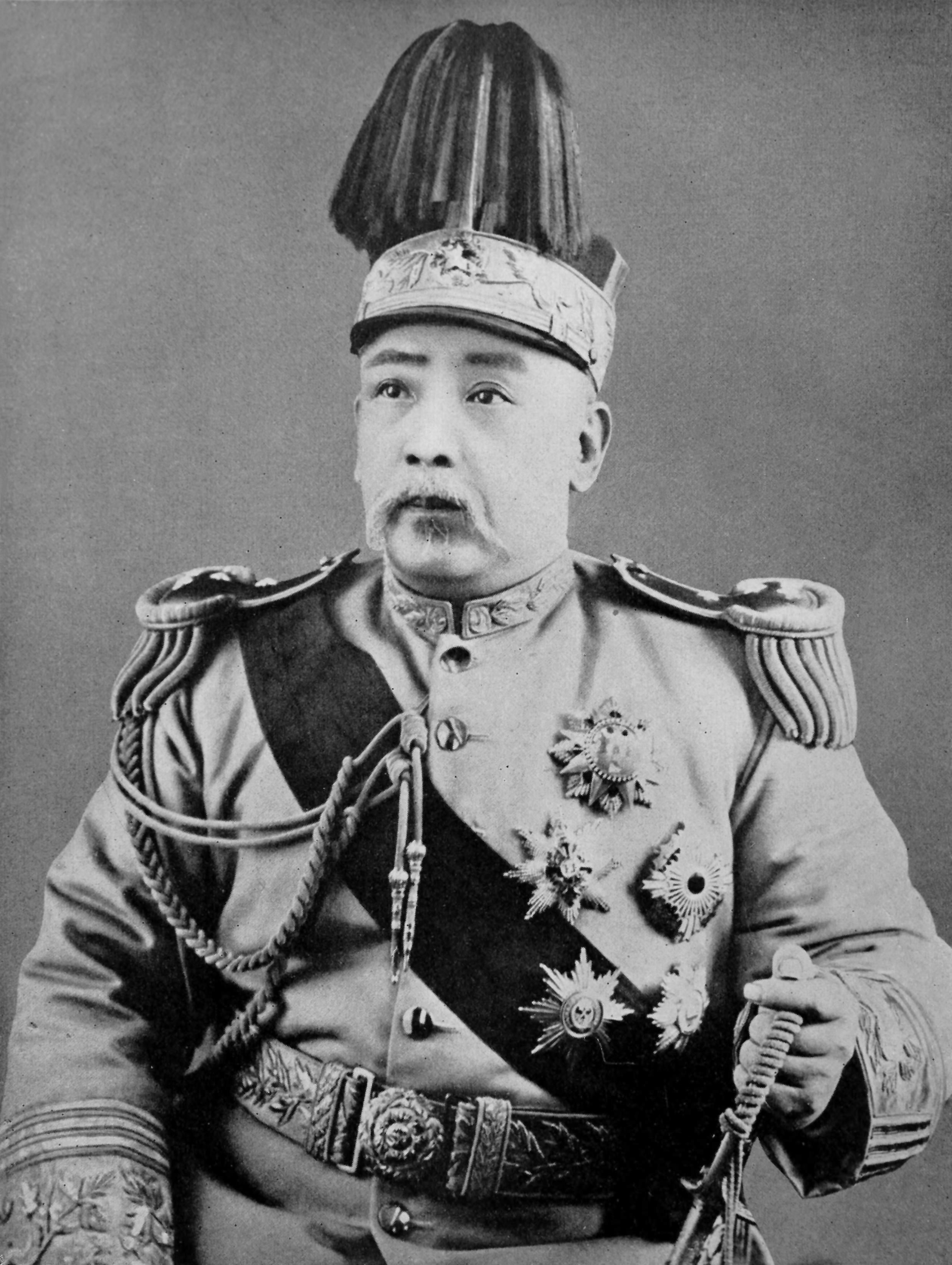
Император Юань Шикай

Стремясь на время сохранить республиканский декорум, Юань Шикай в марте 1914 года создал Законодательный совет, заменивший парламент; в него избирались лишь крупные сановники, высшая номенклатура, учёные и юристы. Вслед за этим Юань Шикай потребовал отмены Временной конституции 1912 года как чрезмерно левой и поэтому «опасной для республики». По его настоянию в апреле 1914 года срочно была выработана угодная ему новая Временная конституция, которая делала президента полным хозяином в стране. Сразу после опубликования в мае 1914 года новой конституции, Юань Шикай покончил с Государственным советом, создав вместо него Бюро управления государственными делами при президенте, во главе с убеждённым монархистом Сюй Шичаном. В июне Юань Шикай сформировал из своих ставленников Палату политических советников во главе с безвольным Ли Юаньхуном, а затем продлил срок своих президентских полномочий до десяти лет. Отныне только сам президент имел право называть своего преемника.
В столице и провинциях развернулась кампания «За возрождение страны»; в ходе этой кампании учреждениям и ведомствам в столице и на местах возвращались их прежние названия периода Цин. Для президентской номенклатуры восстанавливались высшие придворные титулы времён маньчжурской династии. По инициативе Юань Шикая, его политический советник американец Фрэнк Гудноу выступил со статьёй, в которой говорилось, что республиканский строй не подходит к китайским условиям, и что для страны монархия будет более приемлема, нежели республика. Работы Гудноу послужили отправным пунктом пропагандистской кампании за принятие Юань Шикаем императорского титула и отказа от республики. В декабре 1914 года Юань Шикай, облачившись в императорское одеяние, совершил в Храме Неба торжественное жертвоприношение в честь Небесного владыки.
Первая мировая война могла осложнить продвижение Юань Шикая к императорскому трону, поэтому боявшийся увязнуть в мировом конфликте президент в августе 1914 года заявил о своём нейтралитете и обратился к воюющим державам с просьбой не переносить военные действия на территорию Китая, в том числе и на «арендованные» иностранцами китайские земли. Однако 22 августа 1914 года Япония объявила войну Германии и высадила 30-тысячную армию севернее Циндао. После двухмесячной кампании Япония захватила немецкие колониальные владения в провинции Шаньдун, а также распространила свой контроль на всю территорию полуострова.
Чтобы нейтрализовать сторонников свергнутой династии, Юань Шикай заключил сделку с цинским двором. Претендент на трон дал маньчжурским князьям письменное обещание строго соблюдать «Льготные условия для цинского двора», навечно сохранить его привилегии и включить этот документ в будущую конституцию. Вместе с тем Юань Шикай пытался породниться с династией Цин и предложил выдать свою дочь за Айсиньгёро Пуи, рассчитывая обеспечить себе поддержку сторонников старого режима. Маньчжурские князья согласились на этот брак, хотя многие из них ненавидели Юань Шикая за его предательство императора Цзайтяня в 1898 году и за его измену династии в 1912 году. Сделка состоялась, и князь Пулунь — двоюродный брат императора — от имени династии Цин и личного состава восьми маньчжурских «знамён» обратился к Юань Шикаю с просьбой принять трон.

Новый имперский флаг Юань Шикая

Летом 1915 года Юань Шикай инспирировал петиционную кампанию за провозглашение монархии и передачу ему престола. В провинциях прошли «референдумы», участники которых все как один высказались за восстановление монархии. В декабре 1915 года Центральная совещательная палата, приняв решение об учреждении конституционной монархии, обратилась к Юань Шикаю с просьбой о вступлении на престол. Для подготовки этого процесса был учреждён специальный комитет, сама же церемония намечалась на 1 января 1916 года — дня, с которого должно было начаться правление под девизом «Хунсянь» новой династии. На официальную просьбу стать императором Юань Шикай сначала ответил отказом, мотивируя его нежеланием нарушать президентскую присягу на верность республике и боязнью оскорбить достоинство Пуи, отрёкшегося от престола. После второй «настойчивой просьбы» 12 декабря Юань Шикай официально объявил о своём решении принять императорский титул.
Возвращая всё на старый лад, Юань Шикай не учёл, что армия превратилась в главную политическую силу Китая. Вся реальная власть теперь исходила не от бюрократии, а от военных. Генералы и офицеры при республике вкусили всю сладость власти и не желали снова идти в услужение к штатским. Именно республика сделала армию вершителем судеб Поднебесной, поэтому республиканский строй оказался гарантией сохранения лидерства армейской элиты. При республике каждый генерал имел шансы стать президентом, премьер-министром, владыкой в «своей» провинции или области — с восстановлением же монархии всё это должно было исчезнуть. По этим причинам «новая армия» в целом оказалась на стороне республики.

Генералы бывшей южной Наньянской армии в декабре 1915 года открыто выступили против Юань Шикая и начали «войну в защиту республики» или «третью революцию». Разбить войска восставших Юань Шикаю не удалось, к тому же против монархии высказались и милитаристы Севера — генералы бывшей Бэйянской армии. Прикованные к фронтам Первой мировой войны, европейские державы отрицательно отнеслись к планам Юань Шикая. В конце концов отказала ему в поддержке и Япония. Видя своё поражение, Юань Шикай отступил. 22 марта 1916 года было объявлено об отмене монархии и о восстановлении республики. Несостоявшийся император пытался сохранить за собой пост президента, но республиканские генералы категорически требовали его отставки. От него отвернулась практически вся армия. 6 июня 1916 года он скоропостижно скончался.

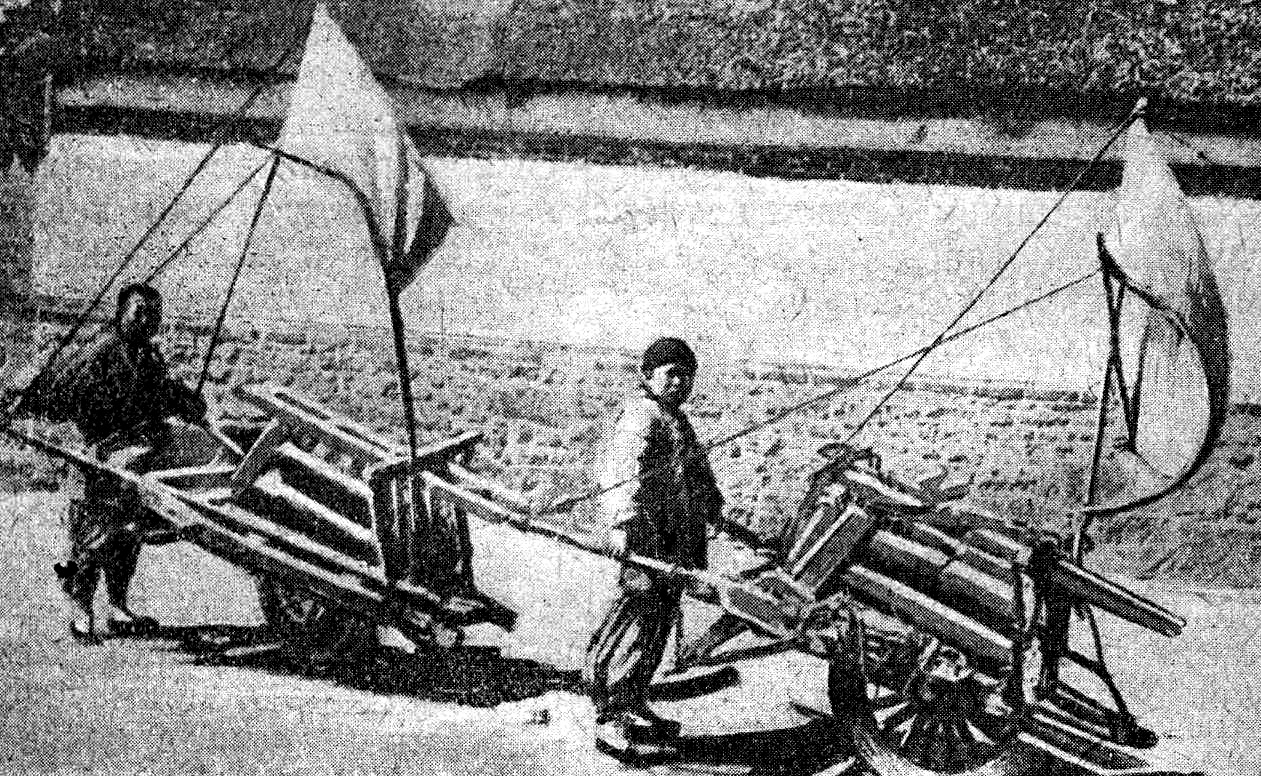
Тачки с парусами в Китае 1920-30 годов

## Эпоха «милитаристов»

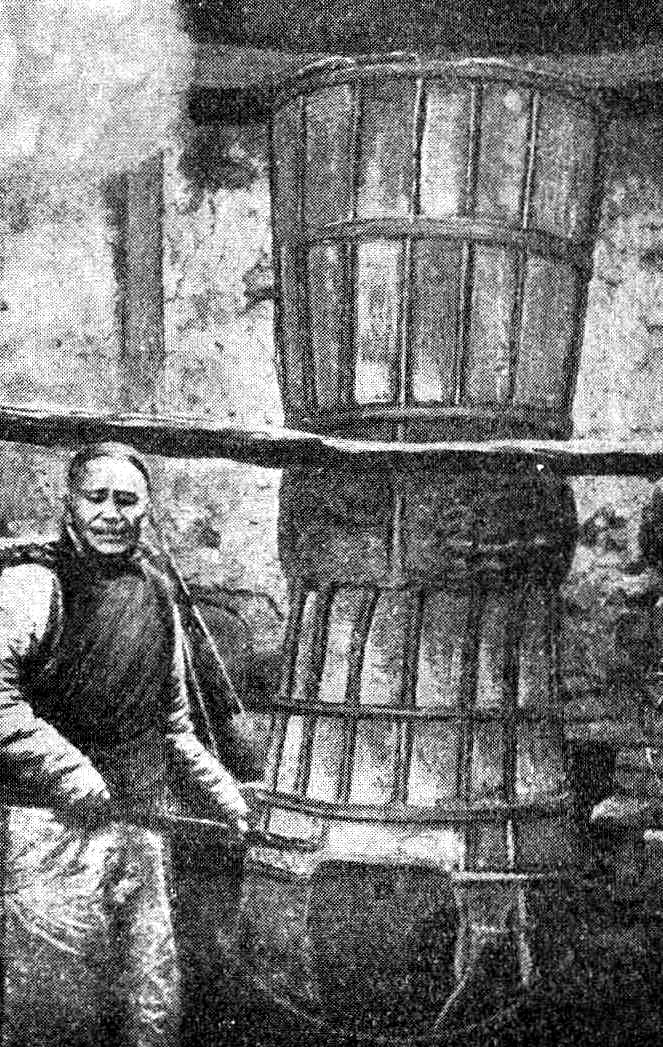
Примитивная доменная печь в провинции Хэнань, 1920-30-е годы

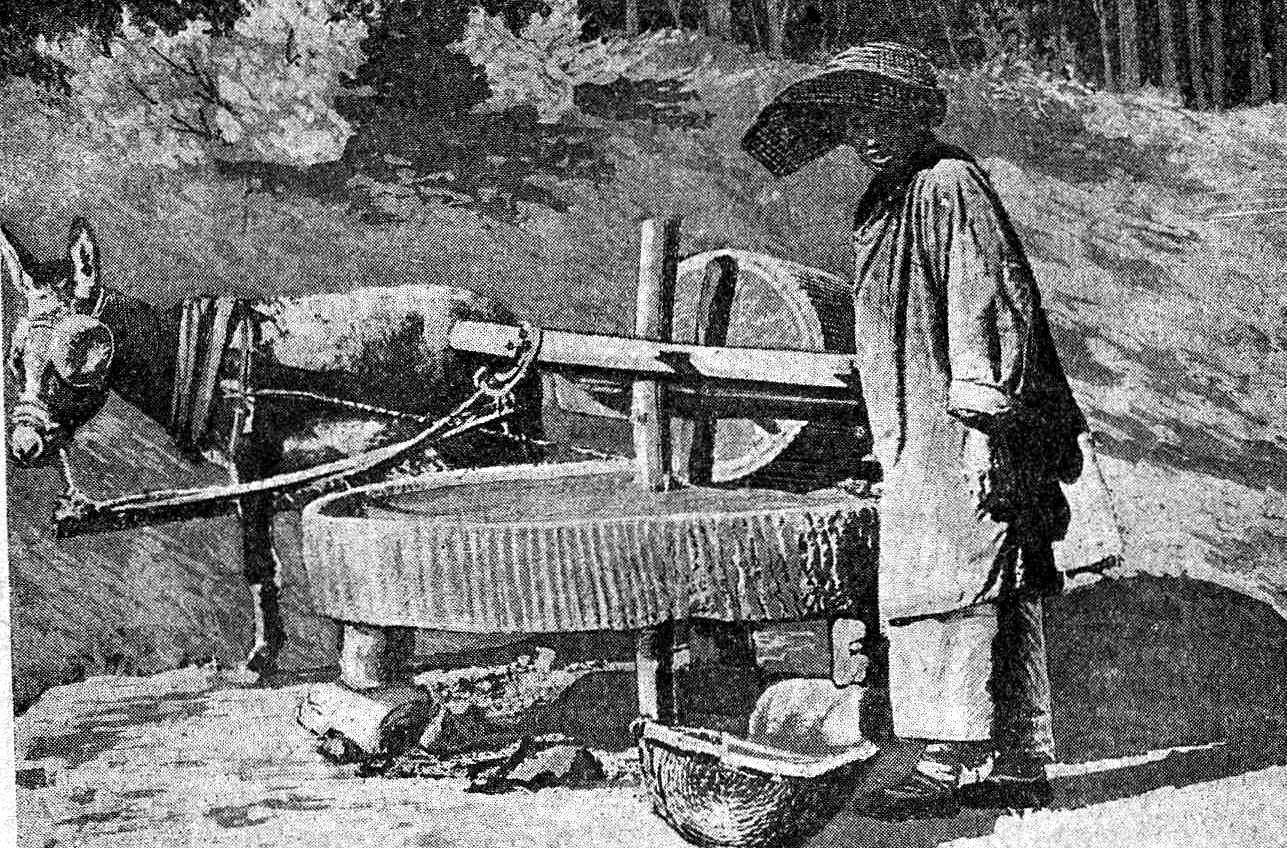
Мельница в провинции Хэнань, 1920-30-е годы

После смерти Юань Шикая в стране начался хаос. Каждый «полевой командир», возглавлявший какую-нибудь воинскую часть, был полным властителем на той территории, контроль над которой мог удержать. Этот период в истории Китая известен как «эпоха милитаристов». В 1921 году была основана Коммунистическая партия Китая (КПК), но в то время она не играла особой роли. При поддержке СССР гоминьдановские силы сумели, опираясь на Гуандунскую революционную базу, провести Северный поход и — по крайней мере, формально — вновь объединить страну. Столицей страны с 1928 года стал Нанкин.

## «Нанкинское десятилетие»

Административная карта Китая в 1935 году

После объединения страны председателем национального правительства в Нанкине стал Чан Кайши.
11 сентября 1931 года Коммунистической партией Китая была учреждена Китайская Советская Республика и создано Временное советское правительство.
18 сентября 1931 года после Мукденского инцидента началась японская интервенция в Маньчжурию, в результате которой Япония захватила Маньчжурию и 1 марта 1932 создала на её территории государство Маньчжоу-го.
После  «Сианьского инцидента» (12 декабря 1936) Чан Кайши был вынужден подписать с коммунистами соглашение об образовании «единого фронта».

## Японо-китайская война

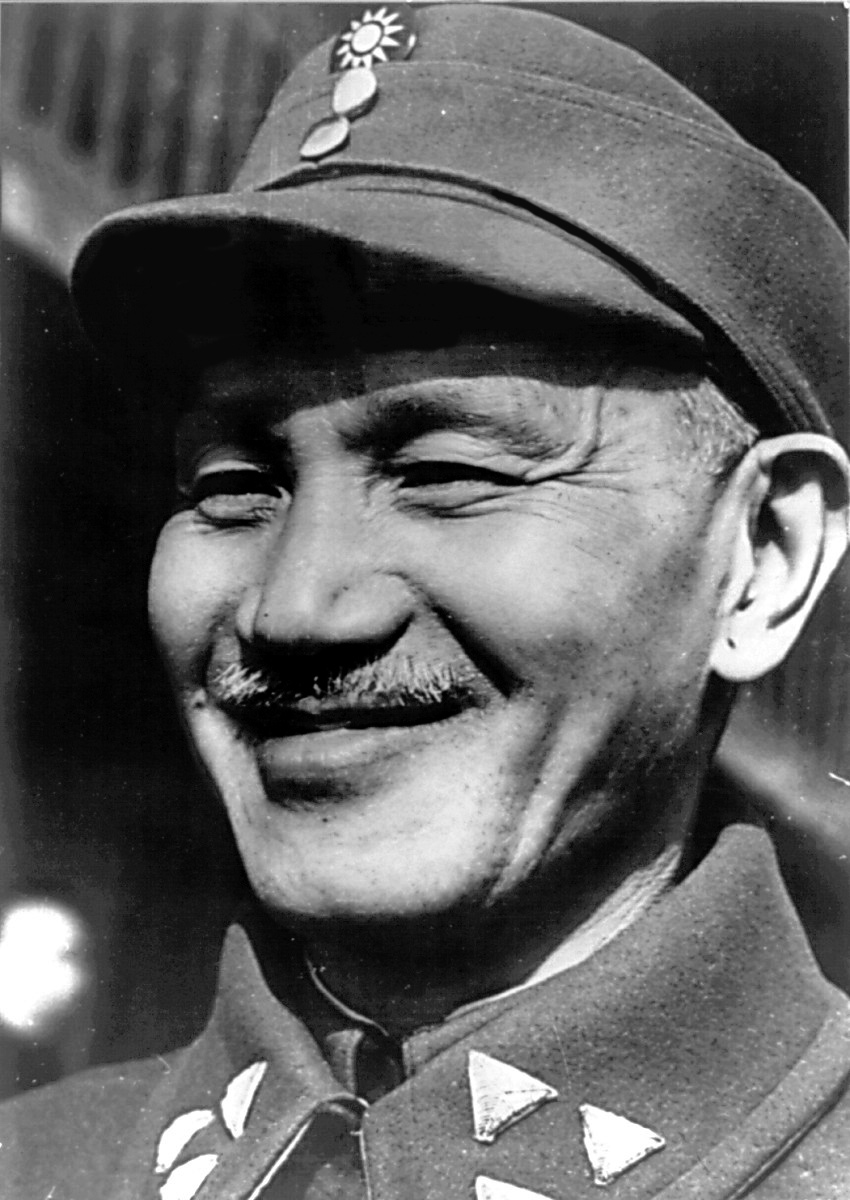
Чан Кайши в марте 1945

В 1937 году Япония начала открытую войну за захват всего Китая, которая часто рассматривается как часть Второй мировой. В марте 1940 Япония сформировала в Нанкине марионеточное правительство во главе с Ван Цзинвэем.
В период войны (1937—1945) обострились противоречия между Гоминьданом и КПК. После капитуляции Японии в стране вновь началась гражданская война, в результате которой вооружённые силы КПК при поддержке СССР заняли весь материковый Китай и вынудили Чан Кайши бежать на Тайвань.

## Тайваньский период
19 мая 1949 года Чан Кайши ввёл на Тайване военное положение (в основном для борьбы с тайваньским сепаратизмом (см. «Инцидент 228»)), действие которого сохранялось вплоть до 1987 года. Период действия военного положения называется также «Белый террор». Его жертвами стали многие тысячи тайваньцев, которые подвергались арестам, пыткам, тюремным заключениям и казням из-за подозрений в сотрудничестве с КПК и другими оппозиционными силами. Этот период характерен господством де-факто однопартийной системы. Хотя наряду с Гоминьданом легально существовали Китайская молодёжная партия и Китайская демократическая социалистическая партия, имевшие малочисленные группы депутатов, экономика, государственное управление и идеология находились под полным диктатом Гоминьдана.
С 1949 года администрации Чан Кайши и его преемников контролируют только Тайвань и прилегающие острова. Долгое время администрация Китайской Народной Республики считалась Китайской Республикой незаконной и узурпаторской, а суверенитет Китайской Республики с точки зрения Гоминьдана распространялся на весь Китай. 

До 1971 года Китайская Республика входила в Совет безопасности ООН.
Тайваньское правительство построило на островах, включая лежащий в прямой видимости от побережья провинции Фуцзянь (г. Сямынь), архипелаг Цзиньмэнь, мощную оборонительную систему, призванную отразить военное вторжение НОАК. Периодически в 1950-х годах военное противостояние между КНР и Китайской республикой перетекало в горячую фазу, когда происходили вооружённые столкновения (см. Первый кризис в Тайваньском проливе), артиллерийские обстрелы противника, тайные спецоперации.
Правление Чан Кайши было в значительной степени авторитарным и диктаторским, но после его смерти 5 апреля 1975 года в Китайской Республике начались демократические реформы.
В настоящее время Китайская Республика держит курс на фактическую независимость от материка и пытается вступить в ООН самостоятельно.